# Acanthoptilum scalpellifolium
Acanthoptilum scalpellifolium is een Pennatulaceasoort uit de familie van de Virgulariidae. De wetenschappelijke naam van de soort is voor het eerst geldig gepubliceerd in 1902 door Moroff.